# Manga Entertainment
Manga Entertainment est une société de production et de distribution d'animation japonaise fondée en 1991. Elle a distribué des anime tels que Appleseed, Ghost in the Shell ou encore Akira. Manga Entertainment édite les OVA sur support VHS et DVD aux États-Unis, au Royaume-Uni, en France, au Canada, en Australie ainsi qu'en Nouvelle-Zélande.

## Historique
En France, les productions OAV sont distribuées en VHS par PFC (Pathé Fox Canal +) dès janvier 1995,,. Cyber City Oedo 808, Dominion: Tank Police, Venus Wars et Urotsukidoji sont les  quatre premiers OAVs distribués en France mi-janvier 1995, intégralement doublés en français,,. L'éditeur prévoit ensuite de publier de nouveaux OAV localisés en français tous les deux mois. En avril 1995 paraissent 3×3 Eyes et Wicked City, puis toujours par intervalle de deux mois, Cyber City Oedo 808 Dossier 3 - Virus Mortel et Urotsukidoji II L'enfant errant le 4 mai 1995.
En juin 1995, la version française de la première partie de Doomed Megalopolis (en) est publiée ainsi que les deux OAV de Gunnm. À la rentrée, Manga Video et PFC publient l'anime Appleseed, film de 70 minutes, paru en septembre. L'année 1995 se conclut en novembre avec le premier volume de Macross Plus et le film Patlabor.

## Liste des productions manga

### Film d'animation japonais
| Année | Titre | Réalisateur(s)                         |
| ----- | --- | -------------------------------------- |
| 1982  | Cobra | Osamu Dezaki                           |
| 1983  | Final Yamato (宇宙戦艦ヤマト・完結編, Uchuu Senkan Yamato Kanketsu Hen)                                                                  | Tomoharu Katsumata                     |
| 1987  | Les Ailes d'Honnéamise (オネアミスの翼: 王立宇宙軍, Oneamisu no Tsubasa: Ouritsu Uchuu-gun)                                              | Hiroyuki Yamaga (en)                   |
| 1987  | La Cité interdite (妖獣都市, Yōjū Toshi)                                                                                                 | Yoshiaki Kawajiri                      |
| 1988  | Akira (アキラ) | Katsuhiro Ōtomo                        |
| 1989  | Venus Wars (ヴイナス戦記, Vinasu Senki)                                                                                                  | Yoshikazu Yasuhiko                     |
| 1991  | Roujin Z (老人Z, Rōjin Z) | Hiroyuki Kitakubo                      |
| 1993  | Ninja Scroll (獣兵衛忍風帖, Jūbei ninpūchō)                                                                                              | Yoshiaki Kawajiri                      |
| 1994  | Street Fighter II Movie (ストリートファイター II MOVIE, Sutorīto Faitā Tsū Mūbī)                                                         | Gisaburō Sugii                         |
| 1995  | Ghost in the Shell (攻殻機動隊, Gōsuto In Za Sheru/Kōkaku Kidōtai)                                                                       | Mamoru Oshii                           |
| 1996  | Blackjack (ブラック・ジャック, Burakku.Jyakku)                                                                                           | Osamu Dezaki                           |
| 1997  | Perfect Blue (パーフェクトブルー, Pāfekuto Burū)                                                                                         | Satoshi Kon                            |
| 1997  | Evangelion: Death and Rebirth (新世紀エヴァンゲリオン 劇場版 DEATH & REBIRTH シト新生, Shin seiki Evangelion gekijouban: Shi to shinsei) | Hideaki Anno Masayuki Kazuya Tsurumaki |
| 2000  | Blood: The Last Vampire | Hiroyuki Kitakubo                      |

### Original video animation
| Année | Titre | Réalisateur(s)                                          |
| ----- | --- | ------------------------------------------------------- |
| 1988  | Demon City Shinjuku (魔界都市 (新宿), Makai Toshi: Shinjuku) | Yoshiaki Kawajiri                                       |
| 1988  | Appleseed (アップルシード, Appurushīdo) | Kazuyoshi Katayama                                      |
| 1988  | Dominion Tank Police (ドミニオン, Tokusô sensha-tai Dominion) | Kōichi Mashimo                                          |
| 1989  | Midnight Eye Goku (ゴクウ, Midnight Eye) | Yoshiaki Kawajiri                                       |
| 1990  | AD Police: 1. La Femme fantôme (File 1: The Phantom Woman - 「幻の女」) 2. L'Éventreur (File 2: The Ripper - 「ザ・リッパー」) 3. L'Homme qui se mordait la langue (File 3: The Man Who Bites His Tongue - 「舌を噛む男」) | 1. Takamasa Ikegami 2. Hidehito Ueda 3. Akira Nishimori |
| 1990  | Cyber City Oedo 808 (サイバーシティOEDO 808, Saibā Shiti OEDO 808) | Yoshiaki Kawajiri                                       |
| 1991  | RG veda (聖伝－RG VEDA－, seiden rigu vēda) | Hiroyuki Ebata Takamasa Ikegami                         |
| 1992  | Macross II (超時空要塞マクロスII Lovers Again, Chō Jikū Yōsai Makurosu II: Rabāzu Agein) | Kenichi Yatagai                                         |
| 1993  | Battle Angel | Hiroshi Fukutomi                                        |
| 1994  | Geno cyber (ジェノサイバー, Jenosaibā) | Koichi Ohata                                            |
| 2001  | Kai Doh Maru (怪童丸, Kaidōmaru) | Kanji Wakabayashi                                       |